# Ламардила (Бриндизи)
Ламардила (итал. Lamardilla) је насеље у Италији у округу Бриндизи, региону Апулија.
Према процени из 2011. у насељу је живело 117 становника. Насеље се налази на надморској висини од 202 м.